# Irina Borissowna Ratuschinskaja

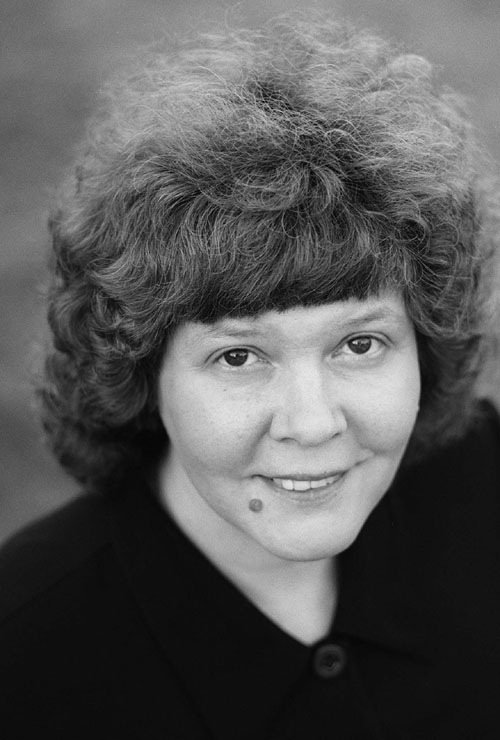
Irina Ratuschinskaja (2006).
Foto: Michail Alexandrowitsch Jewstafjew

Irina Borissowna Ratuschinskaja (russisch Ирина Борисовна Ратушинская; * 4. März 1954 in Odessa, Ukrainische SSR; † 5. Juli 2017 in Moskau) war eine russische Dissidentin, Dichterin und Autorin.

## Leben
Ihre Mutter, Irina Walentinowna Ratuschinskaja, unterrichtete russische Literatur. Ihr Vater, Boris Leonidowitsch Ratuschinski, war Ingenieur. Sie hat eine Schwester.
Die Familie ihrer Mutter kam ursprünglich aus Polen, und ihr Großvater wurde nach dem Januaraufstand nach Sibirien deportiert. Ratuschinskaja studierte Physik an der Universität Odessa und unterrichtete an einer Primarschule, bevor sie 1979 den Ingenieur Igor Geraschenko heiratete und nach Kiew umzog.
Sie lebte in Moskau mit ihrem Mann und zwei Söhnen.

## Politische Verfolgung
Am 17. September 1982 wurde Ratuschinskaja wegen „antisowjetischer Propaganda“ verhaftet. Im April 1983 wurde sie zu sieben Jahren Arbeitslager und fünf Jahren Verbannung verurteilt. Sie wurde am 9. Oktober 1986 entlassen, am Vortag des Gipfeltreffens von Ronald Reagan und Michail Gorbatschow in Reykjavík. Während ihrer Haft hatten sich Amnesty International, PEN sowie verschiedene US-Senatoren und -Abgeordnete für Ratuschinskaja eingesetzt.
Im Arbeitslager schrieb Ratuschinskaja weiter Gedichte. Die Themen ihrer früheren Arbeiten waren Liebe, Christliche Theologie und künstlerisches Schaffen. Die im Arbeitslager geschriebenen rund 250 Gedichte befassten sich mit Menschenrechten, Freiheit, politischer und persönlicher Freiheit und der Schönheit des Lebens. Diese Gedichte schrieb sie auf Seife und lernte sie auswendig, bevor sie sie wegwusch. Ihre Memoiren, Grau ist die Farbe der Hoffnung, sind eine Chronik ihrer Erlebnisse im Gefängnis. Ihre späteren Gedichte beschreiben ihre Anstrengungen, die Entbehrungen und Härten des Gefängnislebens zu ertragen. Ratuschinskaja war Mitglied des PEN, der ihre Situation während der Haft begleitete.

## Exil
1987 zog Ratuschinskaja in die Vereinigten Staaten, wo sie den Religious Freedom Award des Institute on Religion and Democracy erhielt. Im selben Jahr wurde ihr vom Politbüro die sowjetische Staatsbürgerschaft entzogen. Sie war von 1987 bis 1989 Poet in Residence an der Northwestern University und lebte bis Dezember 1998 in London. Nachdem sie die russische Staatsbürgerschaft wiedererlangt hatte, kehrte sie nach Russland zurück.

## Werke
- Poems/Cтихи/Poèmes. 1984, Hermitage, ISBN 0-938920-54-5.
- Сказка о трех головах/A Tale of Three Heads. 1986, Hermitage, ISBN 0-938920-83-9.
- Beyond the Limit. Übersetzt von Frances Padorr Brent und Carol J. Avins. 1987, Northwestern University Press, ISBN 0-8101-0748-1.
- Grau ist die Farbe der Hoffnung, Knaus, 1988, ISBN 3-8135-0622-3.
- In the Beginning. 1991, Sceptre, ISBN 0-340-55083-X.
- Dance With a Shadow. Übersetzt von David McDuff. 1992, Bloodaxe Books Ltd, ISBN 1-85224-232-9.
- The Odessans. 1996, Sceptre, ISBN 0-340-66563-7.
- Pencil Letter. 1997, Bloodaxe Books Ltd, ISBN 1-85224-050-4.
- Fictions and Lies. Übersetzt von Alyona Kojevnikova. 1999, John Murray, ISBN 0-7195-5685-6.
- Wind of the Journey. 2000, Cornerstone Pr Chicago, ISBN 0-940895-44-7.

## Adaptationen
Die britische Komponistin und Violinistin Sally Beamish hat sechs Gedichte von Ratuschinskaja vertont.